# Piz d'Emmat Dadaint
Piz d'Emmat Dadaint är en bergstopp i Schweiz.   Den ligger i regionen Albula och kantonen Graubünden, i den östra delen av landet, 180 km öster om huvudstaden Bern. Toppen på Piz d'Emmat Dadaint är 2 927 meter över havet, eller 154 meter över den omgivande terrängen. Bredden vid basen är 0,83 km.
Terrängen runt Piz d'Emmat Dadaint är huvudsakligen bergig, men västerut är den kuperad. Närmaste större samhälle är St. Moritz, 12,2 km nordost om Piz d'Emmat Dadaint. 
Trakten runt Piz d'Emmat Dadaint består i huvudsak av gräsmarker. Runt Piz d'Emmat Dadaint är det glesbefolkat, med 13 invånare per kvadratkilometer.